# Bilenkin Vintage
Bilenkin Vintage — российский автомобиль, впервые представленный на автосалоне Dubai International Motor Show 2015. Разработан Bilenkin Classic Cars совместно с кузовным ателье «Cardi».
В основу положена идея автомобиля класса Gran Turismo с классическим дизайном на базе спортивного купе BMW E92. Минимальная цена — 130 000 Евро.
Компания Bilenkin Classic Cars была создана в 2002 году Кириллом Биленкиным как творческая мастерская по реставрации и модернизации классических автомобилей.

## Процесс создания
Для постройки каждого экземпляра используется подержанный автомобиль BMW 3-й серии купе (E92). Оригинальные панели кузова меняют на стеклопластиковые, оставляя без изменений только крышу с лобовым и боковыми стёклами.
Основная работа сводится к оформлению салона и окраске в соответствии с предпочтениями клиента. В процессе трансформации в автомобиле сохраняются все заводские устройства, включая бортовой компьютер iDrive и системы безопасности (ABS, EBD, DBС, ASC, DTC).